# Spongioides
Spongioides is een geslacht van schimmels uit de orde Polyporales. Het is een monotypisch geslacht en bevat alleen de soort Spongioides cryptarum.